# Clément Léonarduzzi
Pour les articles homonymes, voir Leonarduzzi.
Clément Léonarduzzi est un conseiller en communication français né en 1979.

## Biographie
Né le 19 novembre 1979 à Nogent-sur-Marne, Clément Raynald Léonarduzzi est le fils d'un chef d'entreprise et d'une mère au foyer établis à Vincennes. Il est diplômé de l'Institut d'études politiques de Bordeaux (2000) et titulaire d'un master en relations européennes obtenu à l'Institut catholique de Paris.
Il fait ses débuts comme consultant chez Edelman en 2002, mais passe dès l’année suivante chez TBWA, où il reste jusqu’en 2008.
Devenu directeur de la communication de la Fédération française de l'assurance, il fonde en 2011 sa propre agence, Clekom.
En 2015, il devient président d’Ella Factory, puis en 2017 de Publicis Consultants. C’est dans ce cadre qu’il conseille des chefs d’entreprise du CAC 40, dont Bernard Arnault, et gère diverses crises.
En 2020, il est recruté par le président de la République Emmanuel Macron, rencontré quatre ans auparavant dans le cadre des Gracques, comme conseiller en communication. Il est notamment chargé de restaurer des relations dégradées avec la presse, et de distiller des « fuites » en off. Il mise plus que ses prédécesseurs sur les nouveaux médias numériques.
En 2022, Grégoire Biseau du Monde souligne sa discrétion mais estime que, devenu « un des membres les plus influents de l’entourage » de Macron, il se révèle le « principal stratège » de sa seconde campagne présidentielle victorieuse. Camille Vigogne-Le Coat souligne sa rivalité avec Alexis Kohler, autre proche de Macron. Il regagne ensuite le secteur privé (où, selon le même journaliste, il vaut « très cher »), retournant chez Publicis. Publicis devient sous sa présidence la première agence dans le classement de VcomV.
Selon Ludovic Vigogne, il reste néanmoins en « contact étroit » avec Macron. Il forme notamment le conseiller Jonathan Guémas aux relations avec la presse.
Avec Bruno Roger-Petit, Pierre Charon, Guémas, Alexis Kohler, Gérald Darmanin et Stéphane Séjourné, il est associé à la décision prise par le président Macron de dissoudre l'Assemblée nationale en 2024,. Il s'implique aussi bénévolement dans la campagne des élections législatives anticipées consécutives, aux côtés notamment de Stéphane Séjourné.
La même année, il est fait chevalier du Mérite,.

### Vie personnelle
Marié, il a trois enfants.

## Sources
- Carole Bellemare et Amaury Bucco, « Clément Leonarduzzi (Publicis Consultants), Marc Hériard Dubreuil (Remy Cointreau) », Le Figaro,‎ 2 octobre 2017 (lire en ligne).
- SC (?), « Renouvellement de l’équipe présidentielle : Clément Leonarduzzi pressenti », Challenges,‎ 13 juillet 2020 (lire en ligne).
- Grégoire Biseau, « Clément Léonarduzzi, le spin doctor d’Emmanuel Macron », Le Monde,‎ 27 avril 2022 (lire en ligne).
- Camille Vigogne-Le Coat, « De Macron aux grands patrons, enquête sur l’influent M. Léonarduzzi », L’Obs,‎ 25 avril 2024 (lire en ligne).